# Secteur pavé de Haspres à Thiant
Le secteur pavé de Haspres à Thiant ou simplement secteur pavé de Haspres est un secteur pavé de la course cycliste Paris-Roubaix situé à Haspres. Après une absence de 19 ans, depuis 2004, le secteur est de nouveau sur le parcours en 2023.
Introduit en 2001, c'est le dernier secteur pavé de la première partie du parcours et il fait le lien entre ceux du Cambrésis et ceux du Valenciennois. Le parcours passe après celui-ci par la ville de Denain, le secteur d'Haveluy avant la trouée d'Arenberg.
Il est parcouru également par le Grand Prix de Denain.

## Caractéristiques
- Longueur : 1700 mètres
- Difficulté : 3 étoiles
- Secteur n° 21 (avant l'arrivée)

## Les origines
Le secteur pavé date des années du XIXe siècle. L’importante commune d'Haspres était inaccessible jusqu’en 1836. De mauvais chemins de traverse, impraticables la plupart du temps, lui permettaient à grand’ peine de communiquer avec les communes voisines et de gagner la route royale n° 29 de Rouen à Valenciennes, pour arriver à Valenciennes et à Bouchain. Le maire M. Caullet et son conseil municipal trouvaient important que la commune s’ouvre. Mais il ne s’agissait de rien moins que d’une dépense de 50,000 fr. pour établir un pavé de près de six kilomètres, conduisant à la Croix Sainte-Marie, point culminant et central d’un groupe de communes importantes. Pour s’exonérer de cet entretien dispendieux du chemin vicinal, il n’y avait qu’un moyen : faire déclarer ce chemin de grande communication. Ce fut chose fort difficile. Cependant on y a réussi en 1846, après dix ans d’efforts dont la plus large part, selon nous, revient à M. Caullet, maire d'Haspres.
En 1878, la construction d'un pavage est entrepris sur  627 mètres pour un montant de 17.000 francs sur le chemin vicinal n°7 d'Haspres à Thiant. Ce chemin devant servir de future voie d'accès à la gare centrale d'Haspres.